# Sorbus anglica
Sorbus anglica är en rosväxtart som beskrevs av Hedlund. Sorbus anglica ingår i släktet oxlar och familjen rosväxter. Inga underarter finns listade i Catalogue of Life.
Arten förekommer med flera från varandra skilda populationer i sydvästra Storbritannien och södra Irland. Den registrerades bland annat i grevskapen Devon, Somerset och Shropshire i England, i närheten av städerna Brecon och Montgomery i Wales samt i grevskapet Kerry i Irland. Trädet växer i låglandet och i kulliga områden upp till 480 meter över havet. Som träd blir Sorbus anglica 10 eller sällan upp till 15 meter hög men den kan även vara utformad som buske. Den hittas vanligen i klippiga eller steniga landskap där den ingår i öppna buskskogar med tillräcklig ljus. I sällsynta fall förekommer exemplar i skogar.
Populationen blir inte större på grund av betande hjortdjur, getter och får som äter växtens blad. I några regioner blev skogarna intill öppen terräng för stora och Sorbus anglica kan inte etablera sig på grund av skugga. Delar av beståndet förekommer i naturskyddsområden. IUCN kategoriserar arten globalt som nära hotad.